# Casey County
Casey County is een county in de Amerikaanse staat Kentucky.
De county heeft een landoppervlakte van 1.154 km² en telt 15.447 inwoners (volkstelling 2000). De hoofdplaats is Liberty.